# Roy Krishna
Roy Krishna   (Labasa, 30 d'agost de 1987) és un jugador de futbol fijià que actualment juga com a davanter pel Waitakere United del Campionat de Futbol de Nova Zelanda.

## Trajectòria per club
Krishna fou fitxat pel Waitakere United el gener de 2008 després d'haver format amb l'equip fijià Labasa F.C. El maig del mateix any, el fijià va entrenar durant dues setmanes amb el Wellington Phoenix.
El març de 2009, Roy Krishna va cridar l'atenció del PSV Eindhoven. Tot i això, Roy Krishna seguí amb el Waitakere United.
El març de 2010, Krishna va marcar el seu primer hat trick pel club. Va fer-ho contra el Waikato FC en un partit en què el Waitakere United va guanyar per 4 a 2 a Fred Taylor Park.
Després de la temporada 2010-2011 del Campionat de Futbol de Nova Zelanda, Roy Krishna era el segon jugador que havia marcat més gols al llarg de la història del Waitakere United en la lliga després del neozelandès Allan Pearce, amb un total de 25 gols.
En la temporada 2011-2012 del Campionat de Futbol de Nova Zelanda, el fijià ha marcat més de 6 gols en un total de més de 10 partits. A més, aconseguí marcar un hat trick el 29 de gener en un partit a Fred Taylor Park contra l'Otago United que acabà en un contundent 5 a 0.

## Trajectòria internacional
Krishna debutà amb la selecció de Fiji als Jocs del Pacífic de 2007.

### Gols marcats com a internacional
Roy Krishna és el màxim golejador amb la selecció de futbol de Fiji.
| Gol | Data                   | Estadi                               | Oponent      | Marcador | Resultat | Competició                       |
| --- | ---------------------- | ------------------------------------ | ------------ | -------- | -------- | -------------------------------- |
| 1.  | 25 d'agost de 2007     | National Soccer Stadium, Apia, Samoa | Tuvalu       | 1–0      | 16–0     | Jocs del Pacífic de 2007         |
| 2.  | 25 d'agost de 2007     | National Soccer Stadium, Apia, Samoa | Tuvalu       | 3–0      | 16–0     | Jocs del Pacífic de 2007         |
| 3.  | 25 d'agost de 2007     | National Soccer Stadium, Apia, Samoa | Tuvalu       | 5–0      | 16–0     | Jocs del Pacífic de 2007         |
| 4.  | 5 de setembre de 2007  | National Soccer Stadium, Apia, Samoa | Vanuatu      | 3–0      | 3–0      | Jocs del Pacífic de 2007         |
| 5.  | 19 de novembre de 2008 | Churchill Park, Lautoka, Fiji        | Nova Zelanda | 1–0      | 2–0      | Copa de Nacions de l'OFC de 2008 |
| 6.  | 19 de novembre de 2008 | Churchill Park, Lautoka, Fiji        | Nova Zelanda | 2–0      | 2–0      | Copa de Nacions de l'OFC de 2008 |
| 7.  | 17 d'agost de 2011     | Thomson Park, Tavua, Fiji            | Samoa        | 1–0      | 3–0      | Amistós                          |
| 8.  | 18 d'agost de 2011     | National Stadium, Suva, Fiji         | Samoa        | 1–0      | 5–1      | Amistós                          |
| 9.  | 18 d'agost de 2011     | National Stadium, Suva, Fiji         | Samoa        | 2–0      | 5–1      | Amistós                          |
| 10. | 18 d'agost de 2011     | National Stadium, Suva, Fiji         | Samoa        | 3–0      | 5–1      | Amistós                          |
| 11. | 30 d'agost de 2011     | Stade Boewa, Boulari, Nova Caledònia | Kiribati     | 1–0      | 9–0      | Jocs del Pacífic de 2011         |
| 12. | 30 d'agost de 2011     | Stade Boewa, Boulari, Nova Caledònia | Kiribati     | 4–0      | 9–0      | Jocs del Pacífic de 2011         |
| 13. | 30 d'agost de 2011     | Stade Boewa, Boulari, Nova Caledònia | Kiribati     | 7–0      | 9–0      | Jocs del Pacífic de 2011         |
| 14. | 3 de setembre de 2011  | Stade Boewa, Boulari, Nova Caledònia | Illes Cook   | 1–0      | 4–1      | Jocs del Pacífic de 2011         |

## Palmarès
- Lliga de Campions de l'OFC (1): 2007-08.
- Campionat de Futbol de Nova Zelanda (4): 2007-08, 2009-10, 2010-11, 2011-12.